# Лісогірська ГЕС
Лісогірська ГЕС — гідроелектростанція у Ленінградській області Росії. Знаходячись після Світогірської ГЕС, становить нижній ступінь каскаду на річці Вуоксі, яка дренує озерну систему Саймаа та тече до Ладозького озера.
Станцію, що мала чотири гідроагрегати загальною потужністю 92 МВт та носила назву Роухіала, спорудили у другій половині 1930-х років в Фінляндії. Втім, вже за кілька років по тому її захопив Радянський Союз, а влітку 1941-го, після початку другої радянсько-фінської війни, з об'єкту демонтували та вивезли на Урал два агрегати. До серпня 1944-го ГЕС знов контролювали фіни, після чого територія остаточно відійшла до СРСР. Демонтовані агрегати повернули та повторно ввели в експлуатацію у 1946—1947 роках.
У межах проекту річку перекрили бетонною греблею висотою 30 метрів та довжиною 146 метрів, яка утримує водосховище з площею поверхні 3,2 км2 та об'ємом 35,5 млн м3 (корисний об'єм 6,5 млн м3).
В інтегрованому у греблю машинному залі наразі працюють чотири турбіни типу Каплан потужністю по 29,5 МВт, встановлені під час модернізації у 2009—2013 роках. Вони використовують напір 15,5 метра та забезпечують виробництво 613 млн кВт-год електроенергії на рік.
Видача продукції відбувається по ЛЕП, розрахованій на роботу під напругою 110 кВ.